# Казанцев, Иван Родионович
Иван Родионович Казанцев (?, Шарташ, Пермская губерния—23 мая 1818, Екатеринбург, Пермская губерния) — екатеринбургский купец 1-й гильдии, шестой и девятый городской голова Екатеринбурга (1799—1802 и 1811—1813).

## Происхождение
Казанцевы — типичные представители верхнего слоя екатеринбургского и уральского купечества конца XVIII — середины XIX столетий. Казанцовы (так писалась их фамилия почти до середины XIX века, когда ее звучание «облагородили») происходили из беглых староверов (дворцовых крестьян). В окрестностях строящегося Екатеринбурга они появились в начале 1720-х годов, придя сюда из села Семенова на реке Керженец в нижегородском лесном Заволжье. В 1723 году «уктусский житель» Иван Казанцов упоминался среди тех, кто находил разные «каменья».
Уже к середине XVIII века Казанцевы активно занимались торговлей. Иван и Прокопий Казанцевы жили и умерли в деревне Становой 
(по другим сведениям были выходцами с Невьянского завода). 
Сыновья Прокопия — Родион и Антипа — перебрались в быстрорастущий торговопромысловый Шарташ. В 1759 году в нем было 72 двора, в следующем уже 96, а в 1763 году — 150 дворов.
В 1763 году они получили от канцелярии главного начальника заводов отвод в размере 56 десятин земли для постройки кожевенных, салотопенных и мыловаренных заведений.
В конце XVIII века купцы Дмитрий, Иван и Кирилл Родионовичи Казанцевы владели в Шарташе салотопенным заводом, построенным их отцом и дядей. Сам Родион Прокопьевич был убит разбойниками в одной из поездок. Через несколько лет после его смерти вдова купила дом в Екатеринбурге и переселилась туда вместе с сыновьями. Сыновья Родиона первыми и на тот момент единственными из екатеринбургских купцов объявили на 1795 год капитал по 1-й гильдии: в начале XIX века каменный екатеринбургский салотопенный завод братьев Казанцевых давал продукции на 76 тысяч рублей (в Екатеринбурге в год вытапливалось сала на 600 тысяч рублей), а на их кирпичных предприятиях выпускалась почти четвертая часть кирпича, производимого в городе. Обращение Казанцевых к кирпичному производству объясняется, очевидно, тем, что они сами в это время вели жилищное и промышленное строительство.
Братья Казанцевы возвели одну из первых каменных усадеб города. Находилась она — ориентировочно — на месте современного Театра эстрады, рядом с гостиным двором и Торговой площадью. В 1796 году усадьба включала каменный дом с четырьмя лавками, две завозни (каретника), недостроенный двухэтажный флигель с каменной оградой. К усадьбе примыкали 12 деревянных лавок. Строительство было завершено к 1799 году Затем сыновья Родиона Прокопьевича «разжились» и построили отдельные каменные дома на Заимке (район по левому берегу реки Исети, где размещались предприятия обрабатывающей промышленности).

## Биография
Из трех братьев Казанцевых — Иван, несомненно, был наиболее заметной фигурой в сфере общественной жизни Екатеринбурга, включая конфессиональную (как один из лидеров староверов).
Именно он с конца 1799 года стал новым городским головой. При нём купцы и мещане приобрели деревянный дом под госпиталь Екатеринбургского мушкетерского полка. В пору первого срока пребывания Ивана Родионовича на посту городского головы чрезвычайно обострилась проблема, касавшаяся большого числа екатеринбургских купцов и мещан. Проблема эта имела давние корни и далеко не местное значение. Сформулированная Петром I и провозглашенная «Регламентом Главного магистрата» 1721 года цель — «всероссийское купечество, яко рассыпанную храмину, паки собрать», — была отнюдь не проявлением особой заботы первого императора о торгово-промышленном сословии. «Собирание», по мнению современного историка, «было не чем иным, как выводом тяглецов (то есть людей тянувших тягли — плативших подати и выполнявших повинности по содержанию и охране города) в места приписки».
Екатеринбургским купцам и мещанам, многие из которых записались в городское сословие из государственных крестьян Шарташа, но остались жить в селении, дважды в 1783—1790 годах удалось отбиться от переселения. Во втором случае дело дошло до подачи группой проживавших в Шарташе купцов прошения императрице Екатерине II. По данным квартирмейстера городской думы, в 1790 году в Шарташе проживали свыше 130 семей горожан, в том числе 42 купеческих. На конец века только промышленных заведений у шарташских екатеринбуржцев имелось свыше 40, к началу следующего столетия число их еще увеличилось. Последним днем июня 1801 года датирован сенатский указ «О высылке из селений записавшихся в купечество и мещанство крестьян». Пермские губернские власти активно приступили к его реализации, но натолкнулись на фактический саботаж городской думы во главе с Иваном Родионовичем Казанцевым. Думу проживание значительной части купцов и мещан в Шарташе вполне устраивало, коли они несли повинности наравне с прочими екатеринбуржцами. Максимум, что предприняли органы городского самоуправления Екатеринбурга под нажимом губернской администрации, было наложение на проживавших в Шарташе купцов и мещан штрафов за «непереселение» в город. Тем временем в высокие правительственные инстанции отправились ходоки екатеринбуржцев-шарташцев.
В 1802 году Казанцев уступил пост городского головы Семёну Захаровичу Калашникову. Но еще дважды купечество Екатеринбурга выдвигало кандидатуру Ивана Родионовича на должность городского головы — в сентябре 1808 года и в декабре 1810 года. Однако в первом случае результаты выборов были отменены по требованию ставшего в 1806 году пермским и вятским генерал-губернатором Карла Федоровича Модераха, а во втором — их не утвердило губернское правление, т.к. формально он был под следствием по поводу смерти в его доме купца Ивана Дмитриевича Баландина.
28 сентября 1811 года Казанцев всё-таки был избран головой на очередное трехлетие. Судя по датам выдачи екатеринбургским купцам и мещанам свидетельств на каменные лавки нового гостиного двора, именно в этот период было завершено его возведение. Строительство лавок третьей и четвертой четвертей (сторон) велось уже не за счет средств всего городского общества, а на деньги будущих владельцев.
Сам Иван Родионович обзавелся тремя лавками на новом гостином дворе. К апрелю 1812 года он достроил салотопенный завод на левом берегу Исети недалеко от своего дома на Златоустовской улице, «каменное строение, тлению и горению не подверженное», которое оценивалось в 15 000 рублей.
Пребывание Ивана Родионовича во главе городского самоуправления пришлось на время Отечественной войны 1812 года и последующей борьбы с Наполеоном. Население города в 1814 году по сравнению с 1812 годом сократилось почти на четверть — до 9,5 тысяч человек. Более двух тысяч мастеровых, непременных работников и мещан были призваны в армию. Екатеринбуржцы оказывали помощь денежными пожертвованиями на обслуживание и вооружение войск и в фонд помощи пострадавшим от вражеского нашествия. Так, ровно через месяц после смерти Ивана Родионовича городская дума приняла решение об отправке в Пермь собранных жителями 390 рублей. Сам Казанцев заболел на Ирбитской ярмарке в марте 1813 года и скончался в Екатеринбурге 23 мая. Своих детей мужского пола у городского головы не было. Однако, в ревизской сказке 1811 года у него отмечен 13-летний приемный сын Степан, но его дальнейшая судьба после 1818 года неизвестна.
Старший брат Ивана Родионовича — Дмитрий, имевший только дочерей, умер в 1808 году. Салотопенный завод, вероятно, перешел к племянникам — Фоме, Григорию и Ефиму Федотовичам. В воспитании племянников после ранней смерти их отца Иван Родионович принимал самое непосредственное участие. Фома называл Ивана Родионовича «батюшко».
В 1820 году вдова Ивана Родионовича — Ирина Леонтьевна продала бумажную «фабрику» И. С. Верходанову, каменные лавки на гостином дворе — городскому обществу, а сама записалась в мещанство.

## Дерево Казанцевых[3]
- Прокопий Казанцев
  - Антипа Прокопьевич Казанцев, купец
  - Родион Прокопьевич Казанцев (1720-1770[5]), купец
    - Дмитрий Родионович Казанцев (?-1808), купец 1-й гильдии
    - Иван Родионович Казанцев, купец 1-й гильдии (жена — Ирина Леонтьевна)
    - Кирилл Родионович Казанцев, купец 1-й гильдии, ум. 16 сентября 1810 г.[6]
      - Владимир Кириллович Казанцев, купец
        - Александр Владимирович Казанцев (1841—1907), купец [7]
        - Николай Владимирович Казанцев (1849-1904), публицист, драматург

    - Федот Родионович Казанцев (жена - Мария Герасимовна Богомолова) ум. до 1803[5].
      - Фома Федотович Казанцев(ум. 27 апреля 1832 г), купец, бургомистр  магистрата[8]  (жена — Евдокия Петровна Рязанова)[6]
        - Гавриил Фомич Казанцев, купец 1-й гильдии
          - Владимир Гаврилович Казанцев
          - Гавриил Гавриилович Казанцев (1854-1902) (жена Вера Яковлевна Расторгуева)

        - Никита Фомич Казанцев, купец Екатеринбурга[5]
          - Алексей Никитич Казанцев (1847-?), член правления Сибирского торгового банка

      - Ефим Федотович Казанцев (?-1848), купец Екатеринбурга (жена — Анастасия Григорьевна Зотова)[9]
        - Григорий Ефимович Казанцев, купец 3-й гильдии Енисейска
        - Александр Ефимович Казанцев, купец 3-й гильдии Енисейска